# شکر شیرازی
شِکَر شیرازی (درگذشتهٔ ۲۱ فروردین ۱۴۰۳) خواننده و نوازندهٔ موسیقی محلی فارس، اهل ایران بود.

## زندگی‌نامه
شکر شیرازی در خانواده‌ای یهودی در شهر شیراز متولد شد. او یکی از بازماندگان تاریخ مطربی و فعالیت‌های یهودیان در جشن‌های ایرانیان بود. وی از جمله هنرمندانی بود که نقش مهمی در ترویج موسیقی محلی فارس داشته‌اند. از مرتضی احمدی نقل شده که دربارهٔ شکر شیرازی گفته‌است: «شکر شیرازی یک خوانندهٔ قدیمی شیرازی بود که حدود چهل سال پیش ترانه‌هایی اجرا می‌کرد. ترانه های وی اکثراً از برنامهٔ دهقان رادیو ایران زمان یادش بخیری پخش می‌شد. علاوه بر وی خواننده‌هایی چون غضنفر راستی، اکبر زیگلری و گلنار دهقان ... شکر شیرازی، هم نقش مهمی در ترویج موسیقی محلی فارس داشته.»
در سال ۱۳۹۳ برخی از آثار او در آلبوم موسیقی «نغمه‌های شکرین» توسط مؤسسهٔ فرهنگی هنری ماهور منتشر شد.
شکر شیرازی، ۲۱ فروردین سال ۱۴۰۳ درگذشت.

## آثار هنری
برخی از آثار اجرا شده توسط شکر شیرازی عبارتند از:
- «اِیشوم سَبز وار»[۹]
- «دای دایی جونی، بلال بلالم»[۹]
- «واسونک»[۹]
- «بیا بنشین کنارُم»[۹]
- «صابوناتی»[۹]
- «خانوم خانوم»[۱۱]
- «دائی جونوم»[۱۱]
- «کاکا آمد»[۱۱]
- «شمس‌العماره»[۱۱]
- «بیاد شیراز»[۱۱]
- «مهرعلی»[۱۲]